# Норовливі сусіди
«Норовливі сусіди» (груз. «ჭირვეული მეზობლები») — радянська кінокомедія грузинського режисера Шоти Манагадзе за сценарієм Георгія Мдівані, знята на Тбіліській кіностудії в 1945 році. Фільм не вийшов у всесоюзний прокат, а тільки на республіканські екрани ГССР 1 листопада 1945 року.

## Сюжет
Дія фільму розгортається під час Великої вітчизняної війни в грузинському селі. Два колгоспних бригадири, Аміран і Грамітон, постійно змагаються один з одним. Попри воєнний час, справи у них йдуть непогано. Одного разу Грамітон, щоб обставити Амірана, віддає державі велику суму: за себе і за сусіда. У відповідь Аміран купує за власні гроші літак синові-льотчику Грамітона. Коли з фронту приходить телеграма, Аміран помилково вважає, що це повідомлення про смерть сина Грамітона, і намагається приховати від того сумну звістку. Зрештою, правда стає відомою, і одночасно розкривається глибока дружба, яка пов'язує двох норовливих сусідів.

## У ролях
- Олександр Жоржоліані — Аміран
- Шалва Гамбашидзе — Грамітон
- Цецилія Цуцунава — Пепела, дружина Амірана
- Сесилія Такаїшвілі — епізод
- Ліана Асатіані — епізод
- А. Ткебучава — епізод
- Дудухана Церодзе — епізод
- Ш. Джапарідзе — епізод
- Акакій Хорава — епізод
- Читолія Чхеїдзе — епізод
- Кіра Андронікашвілі — епізод
- Василь Баланчивадзе — епізод
- Нуну Мачаваріані — епізод

## Знімальна група
- Сценарист: Георгій Мдівані
- Режисер-постановник: Шота Манагадзе
- Оператор: Юрій Ришков
- Художник: Серапіон Вацадзе
- Композитор: Давид Торадзе
- Звукооператор: Р. Кезелі